# Impasse Florimont
L’impasse Florimont est située dans le 14e arrondissement de Paris dans le quartier de Plaisance. 

## Situation et accès
Il s'agit d'un petite impasse, assez étroite, d'une longueur de moins de cinquante mètres et de deux mètres de large. Ce lieu a été inscrit en site protégé depuis la modification du plan d'occupation des sols (POS) en 2000.
Cette voie débouche sur la rue d’Alésia, près du no 150, derrière une station-service, non loin de la station de métro Plaisance.

## Origine du nom
Elle doit son nom à son ancien propriétaire, monsieur Florimont (sur la plaque de l’impasse, « Florimond » est écrit avec un « D » ; cependant, la voie est officiellement orthographiée avec un « T »).

## Historique
Un gibet de la justice seigneuriale de l'abbaye de Sainte-Geneviève se dressait, probablement à l'emplacement du débouché de l'impasse à proximité du « chemin de justice » dont le tracé est celui de l'actuelle rue d'Alésia. L'abbaye de Sainte-Geneviève, dont le fief s'étendait sur une grande partie de l'actuel 14e arrondissement et au-delà jusqu'à Vanves et Montrouge, détenait le pouvoir de basse, moyenne et haute justice jusqu'en 1674. Les fourches patibulaires où étaient suspendus les cadavres étaient destinées à dissuader les malandrins. Ces installations macabres, qui figurent sur certaines cartes du XVIIIe siècle, furent détruites longtemps après l'abolition de l'ensemble des justices seigneuriales parisiennes par Louis XIV en 1674. 

Georges Brassens, qui habitait à cet endroit, ignorait certainement son existence lorsqu'il écrivit en 1952 les vers de la chanson La Mauvaise Réputation : 
S'ils trouvent une corde à leur goût, 

Ils me la passeront au cou.

## Bâtiments remarquables et lieux de mémoire

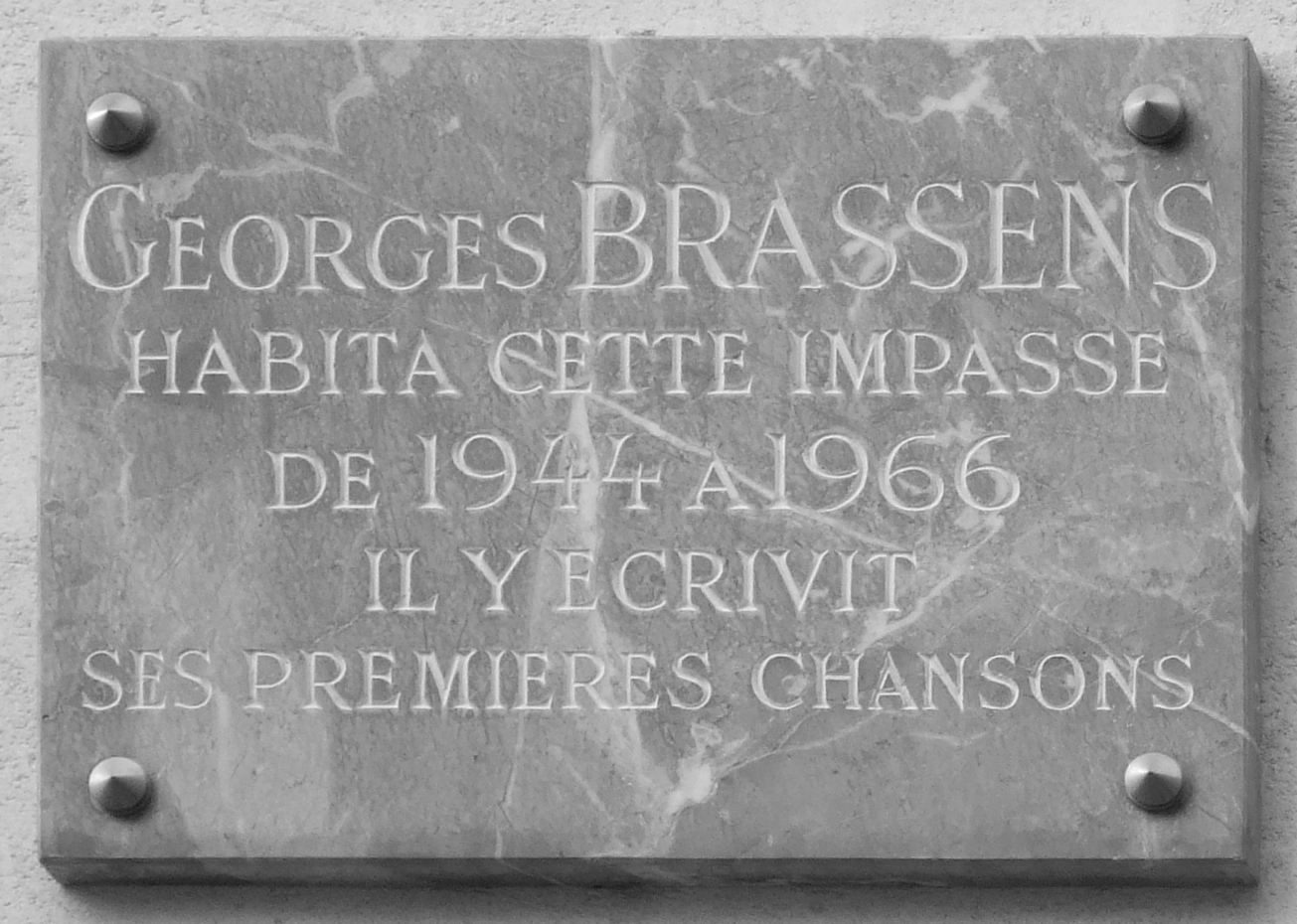
Plaque apposée à l'entrée de l'impasse.

L'impasse doit sa notoriété à l'auteur-compositeur-interprète, Georges Brassens qui y vécut (48° 49′ 54″ N, 2° 18′ 57″ E), comme l’atteste la plaque commémorative apposée par la ville de Paris à l’entrée de la voie :

GEORGES BRASSENS

HABITA CETTE IMPASSE

DE 1944 A 1966

IL Y ECRIVIT

SES PREMIERES CHANSONS

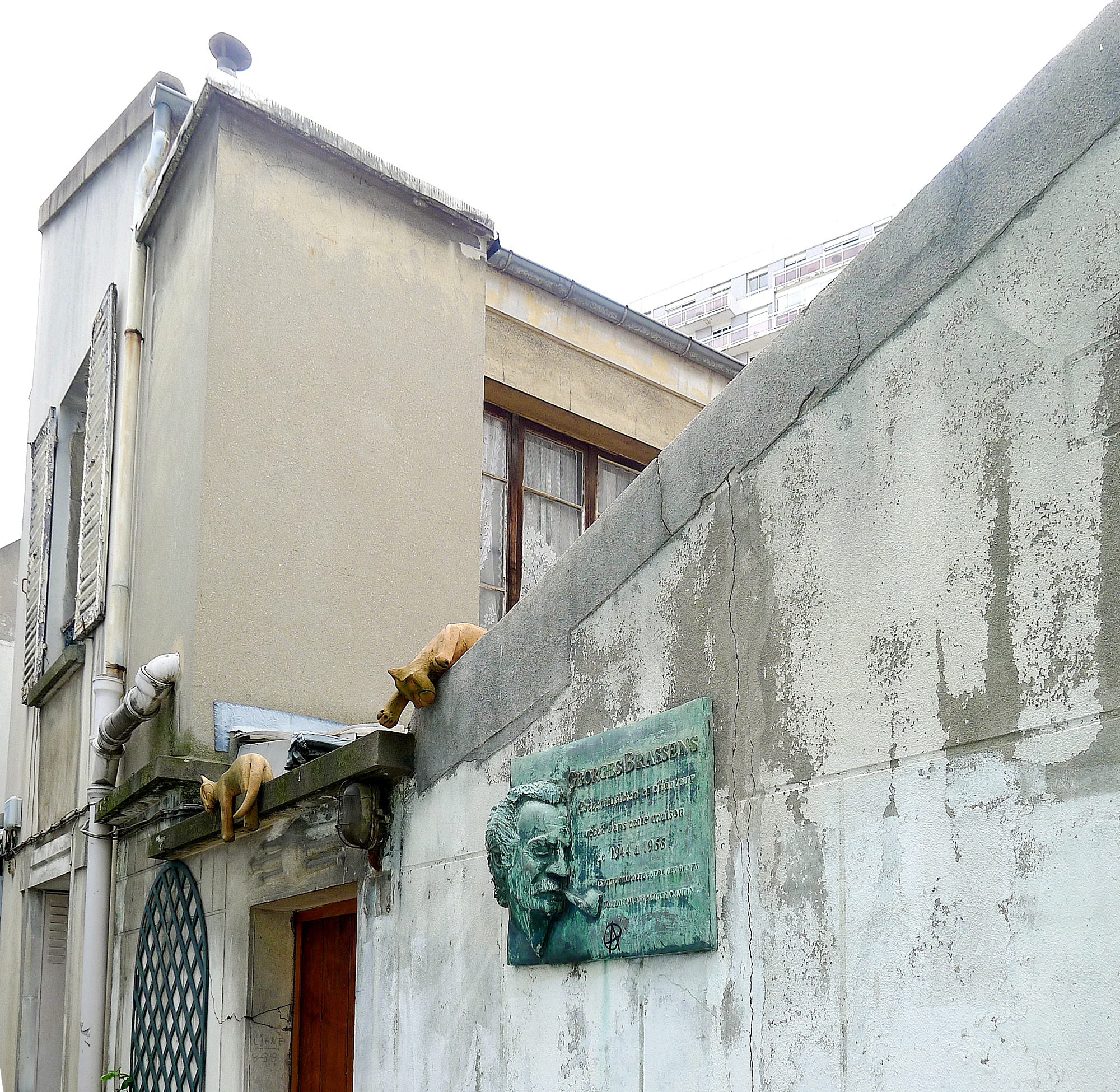
Plaque commémorative fixée en 1994.

Le 22 septembre 1994, à l’initiative de l’association Les Amis de Georges, un bas-relief en bronze — réalisé par le chanteur Renaud — est fixé contre la maisonnette située au no 9 :
| GEORGES BRASSENS                 |
| Poète, musicien et chanteur      |
| vécut dans cette maison          |
| de 1944 à 1966                   |
| ET QUE J’EMPORTE ENTRE LES DENTS |
| UN FLOCON DES NEIGES D’ANTAN…    |

Le 1er octobre 2005, Claudy Lentz de la ferme Madelonne, à Gouvy, en Belgique, prit l'initiative de mettre trois chats sur la maison de Georges, en souvenir des nombreux chats recueillis par la Jeanne. L'autorisation put être obtenue auprès de Pierre Onténiente grâce à l'intervention de Valérie Ambroise. Ces chats en terre cuite ont été réalisés par Michel Mathieu, potier à Tulette.
Un treillis vert, en bois, est apposé au mur, à gauche de la porte, permettant aux admirateurs de rendre hommage à l'artiste en laissant des fleurs ou des messages.

## Brassens et Florimont
Sous l’occupation allemande, Georges Brassens fut réquisitionné pour le service du travail obligatoire (STO) dans le camp de Basdorf en Allemagne ; il bénéficia, au bout d’un an, d’une permission en mars 1944. Il en profita pour ne pas y retourner et, afin d’échapper aux représailles, fut hébergé par Marcel et Jeanne Planche dans une modeste maison sise au no 9 de l’impasse. Après la guerre, il eut quelques ambitions littéraires puis se lança dans la chanson en 1952. Le succès sera vite au rendez-vous.
Si bien qu’en 1955, il fit l’acquisition de la maison et de celle qui lui est mitoyenne (au no 7), pour l’agrandir et y apporter le confort qui y manquait jusqu’alors. Ainsi, les Planche n’eurent plus de loyer à payer. Malgré sa notoriété, il ne changea pas ses habitudes et resta fidèle à ses hôtes jusqu’au remariage de Jeanne en  mai 1966, après un an de veuvage. Après le décès de celle-ci, en octobre 1968, Brassens l’offrit à son fidèle secrétaire et ami, Pierre Onténiente (connu à Basdorf, le camp du STO) pour qu’il vienne l’habiter.
Par un curieux hasard, son complice Pierre Nicolas, que Brassens connut en 1952 chez Patachou et qui l’accompagna à la contrebasse pendant plus de trente ans, naquit impasse Florimont. Une autre plaque rappelle d'ailleurs cette naissance. Ils l'apprirent tous les deux au cours d'une conversation, lorsque Georges Brassens évoque son adresse dans une « toute petite impasse » que Pierre Nicolas ne doit certainement pas connaître ... sauf qu'il y est né.